# 中国人民政治协商会议第十三届全国委员会
中国人民政治协商会议第十三届全国委员会（简称全国政协第十三届委员会或政协第十三届全国委员会）由2158名委员组成，十三届全国政协委员的任期为2018年3月至2023年3月。

## 各专门委员会

### 提案委员会
- 主任：李智勇
  - 副主任 (11人，按姓氏笔画排序)：王惠贞（女）、支树平、田杰（驻会）、李晓全、胡四一、郭庚茂、黄荣、戚建国、蒋定之、赖明、臧献甫

### 经济委员会
- 主任：尚福林
  - 副主任 (17人，按姓氏笔画排序)：于广洲、王宜林、冯健身、刘世锦、刘利华、孙思敬、苏波、江碧彤、杨伟民、陈雨露、林毅夫、房爱卿、侯建民（驻会）、容永祺、黄志祥、曹培玺、崔世昌

### 农业和农村委员会
- 主任：罗志军
  - 副主任 (12人，按姓氏笔画排序)：马中平、王侠（女）、王冬胜、杜宇新、吴晓青（满族）、张勇、张志勇、张建龙、张效廉（驻会）、陈雷、陈晓华、胡盛寿、薛延忠

### 人口资源环境委员会
- 主任：李伟
  - 副主任 (13人，按姓氏笔画排序)：王培安、印红（女）、任亚平、刘华、刘雅鸣（女）、江桂斌、杨松、张宝顺、施荣怀、姜大明、聂卫国、高波（驻会）、黄跃金

### 教科卫体委员会
- 主任：袁贵仁
  - 副主任 (15人，按姓氏笔画排序)：丛兵（驻会）、冯建中、朱之文、孙咸泽、吴国祯、吴昌德、张茅、张连珍（女）、徐惠彬、殷晓静（女）、曹健林、曹雪涛、常荣军、程红（女）、蔡威

### 社会和法制委员会
- 主任：沈德咏
  - 副主任 (13人，按姓氏笔画排序)：尹蔚民、吕忠梅（女，驻会）、乔传秀（女）、邱达昌、张帆、张季、陈进行、陈智敏、郝赤勇、徐敬业、高小玫（女）、焦开河、强卫

### 民族和宗教委员会
- 主任：王伟光
  - 副主任 (11人，按姓氏笔画排序)：马英林、仁青加（藏族）、全哲洙（朝鲜族）、齐同生、李光富、杨小波（驻会）、杨发明（回族）、罗正富（彝族）、罗黎明（壮族）、学诚（免职）、傅先伟

### 港澳台侨委员会
- 主任：朱小丹
  - 副主任 (11人，按姓氏笔画排序)：于迅、吕虹（女，驻会）、闫小培（女）、吴国华（女）、陈元丰、林健锋、贺定一（女）、耿惠昌、黄兰发、康晓萍（女）、裘援平（女）

### 外事委员会
- 主任：楼继伟
  - 副主任 (7人，按姓氏笔画排序)：孔泉、刘洪才、李保东、杨雄、金学锋（驻会）、梁亮胜、韩方明

### 文化文史和学习委员会
- 主任：宋大涵
  - 副主任 (14人，按姓氏笔画排序)：丁伟、王世明、王国强、王儒林、叶小文、吕世光、刘佳义、刘福连、孙庆聚、陈际瓦（女）、陈惠丰（驻会）、修福金、高敬德、阎晓宏

## 历次全体会议

### 第一次会议
2018年3月3日，中国人民政治协商会议第十三届全国委员会第一次会议在中华人民共和国北京市人民大会堂开幕，在当天举行的会议上，全国政协委员们听取了中国人民政治协商会议第十二届全国委员会常务委员会的工作报告和关于提案工作情况的报告。3月14日，会议选举汪洋为第十三届全国政协主席，张庆黎、刘奇葆、帕巴拉·格列朗杰（藏族）、董建華、万钢、何厚鏵、卢展工、王正伟（回族）、马飚（壮族）、陈晓光、梁振英、夏宝龙、杨传堂、李斌（女）、巴特尔（蒙古族）、汪永清、何立峰、苏辉（女）、郑建邦、辜胜阻、刘新成、何维、邵鸿、高云龙为全国政协副主席，夏宝龙为全国政协秘书长，于广洲、于文明等300人为全国政协常委。会议于3月15日闭幕。

### 第二次会议
2019年3月3日，中国人民政治协商会议第十三届全国委员会第二次会议在中华人民共和国北京市人民大会堂开幕。
本次会议共有六项议程：
1. 听取和审议政协全国委员会常务委员会工作报告；
2. 听取和审议政协全国委员会常务委员会关于政协十三届一次会议以来提案工作情况的报告；
3. 列席第十三届全国人民代表大会第二次会议，听取并讨论政府工作报告及其他有关报告，讨论外商投资法草案；
4. 审议通过政协第十三届全国委员会第二次会议政治决议；
5. 审议通过政协第十三届全国委员会第二次会议关于常务委员会工作报告的决议；
6. 审议通过政协第十三届全国委员会提案委员会关于政协十三届二次会议提案审查情况的报告。

在3月3日举行的会议上，全国政协委员们听取了政协全国委员会常务委员会工作的报告和关于政协全国委员会常务委员会关于政协十三届一次会议以来提案工作情况的报告。大会于3月13日上午闭幕。

### 第三次会议

#### 會議時間及議程
中国人民政治协商会议第十三届全国委员会第三次会议原定于2020年3月3日召开。但因应2019冠狀病毒病疫情影響，中国人民政治协商会议第十三届全国委员会第三十三次主席会议研究了关于推迟召开政协第十三届全国委员会第三次会议和常务委员会第十次会议的有关事项。2月24日，中國人民政治協商會議第十三屆全國委員會召開第33次主席會議，会上審議及建議將原計劃於3月3日召開的全國政協第十三届全国委员会第三次会议予以適當推遲，具體時間另行確定。這是自1995年形成每年3月3日、5日開會的慣例以來首次延期。
根據路透社援引參與籌備工作的消息人士表示，中国暂定计划在4月底或5月初召开中国人民政治协商会议第十三届全国委员会第三次会议，但是國務院新聞辦及人大常委會新聞部門並未給予回覆。《星島日報》引述消息人士稱，為了確保兩會順利召開，2020年3月23日起所有到北京的國際客運航班，均須從天津、石家莊、呼和浩特、上海浦東等十二個指定第一入境點入境，旅客檢疫符合條件並辦理入境手續後，方可搭乘原航班入京。
2020年4月29日，政协第十三届全国委员会第三十五次主席会议建议全国政协十三届三次会议于5月21日在北京召开，該建議於5月18日在中国人民政治协商会议第十三届全国委员会常务委员会第十次会议通過，在5月20日首場全国政协十三届三次会议新聞發佈會上，大會發言人郭衛民表示，全国政协十三届三次会议5月27日下午闭幕。
本次会议共有七項议程：
1. 听取和审议中国人民政治协商会议全国委员会常务委员会工作报告
2. 听取和审议全国政协十三届二次会议以来提案工作情况的报告等；
3. 列席中华人民共和国第十三届全国人民代表大会第三次会议，听取并讨论政府工作报告及其他有关报告，讨论民法典草案。
4. 审议通过政协第十三届全国委员会第三次会议政治决议。
5. 审议通过政协第十三届全国委员会第三次会议关于常务委员会工作报告的决议。
6. 审议通过政协第十三届全国委员会提案委员会关于政协十三届三次会议提案审查情况的报告。
7. 补选政协第十三届全国委员会秘书长。

根据疫情防控工作要求，本次会议的新闻发布会采用网络视频方式举行。会议还对媒体采访方式作出适当调整，邀请少部分在京中外记者到人民大会堂现场采访，通过网络视频方式安排3场「委员通道」采访活动，小组会议不安排集中采访，由中國政協網發佈會議安排、主要文件和資料。三場「委員通道」分別於2020年5月21日14时20分、5月24日8时20分舉行。

#### 會議日程
（依现场实况）
| 日期          | 時間  | 內容 |
| ------------- | ----- | --- |
| 2020年5月21日 | 15:05 | 开幕 |
| 2020年5月21日 | 15:08 | 为新型冠狀病毒疫情默哀一分钟                                                                             |
| 2020年5月21日 | 15:12 | 审议通过政协第十三届全国委员会第三次会议议程                                                             |
| 2020年5月21日 | 15:14 | 聽取全國政協主席汪洋代表政协第十三届全国委员会常务委员会作工作报告                                       |
| 2020年5月21日 | 15:49 | 聽取全國政協副主席代表政协第十三届全国委员会常务委员会作提案工作情况的报告                               |
| 2020年5月21日 | 16:08 | 休会 |
| 2020年5月22日 | 09:03 | 列席十三届全国人大三次会议开幕会                                                                         |
| 2020年5月22日 | 15:00 | 小组会议（审议常委会工作报告和提案工作情况报告）                                                         |
| 2020年5月23日 | 09:00 | 小组会议（讨论政府工作报告，审议常委会工作报告）                                                         |
| 2020年5月23日 | 15:00 | 小组会议（讨论政府工作报告和计划报告、预算报告、民法典草案）                                             |
| 2020年5月24日 | 09:00 | 全国政协十三届三次会议第二次全体会议 大会发言                                                            |
| 2020年5月24日 | 15:00 | 界别协商会议（部分界别举行界别协商会议，其他界别举行小组会议，围绕小组关注的热点问题讨论）               |
| 2020年5月25日 | 09:00 | 视频会议（大会发言）                                                                                     |
| 2020年5月25日 | 15:00 | 列席十三届全国人大三次会议第二次全体会议                                                                 |
| 2020年5月26日 | 09:00 | 小组会议（讨论“两高”工作报告、民法典草案）                                                               |
| 2020年5月26日 | 15:00 | 小组会议（审议选举办法草案、候选人名单草案、各项决议草案；围绕学习贯彻中央政协工作会议精神讨论政协工作） |
| 2020年5月26日 | 17:00 | 主席会议                                                                                                 |
| 2020年5月27日 | 09:00 | 政协第十三届全国委员会常务委员会第十一次会议                                                             |
| 2020年5月27日 | 15:00 | 全国政协十三届三次会议闭幕会                                                                             |

### 第四次会议

#### 會議時間及議程
中国人民政治协商会议第十三届全国委员会第四次会议于2021年3月4日召开。本次会议共有七項议程：
1. 听取和审议中国人民政治协商会议全国委员会常务委员会工作报告；
2. 听取和审议政协全国委员会常务委员会关于政协十三届三次会议以来提案工作情况的报告；
3. 列席中华人民共和国第十三届全国人民代表大会第四次会议，听取并讨论政府工作报告及其他有关报告，讨论国民经济和社会发展第十四个五年规划和2035年远景目标纲要草案；
4. 审议通过政协第十三届全国委员会第四次会议政治决议；
5. 审议通过政协第十三届全国委员会第四次会议关于常务委员会工作报告的决议；
6. 审议通过政协第十三届全国委员会第四次会议关于政协十三届三次会议以来提案工作情况报告的决议；
7. 审议通过政协第十三届全国委员会提案委员会关于政协十三届四次会议提案审查情况的报告。

根据疫情防控工作要求，本次会议的新闻发布会繼續采用网络视频方式举行，媒体采访方式仍延续第三次会议的做法。三場「委員通道」分別於2021年3月4日14时05分、3月7日8时05分、3月10日14时05分舉行。

#### 會議日程
（依现场实况）
| 日期          | 時間  | 內容                                                                                       |
| ------------- | ----- | ------------------------------------------------------------------------------------------ |
| 2021年3月4日  | 15:00 | 开幕                                                                                       |
| 2021年3月4日  | 15:07 | 审议通过政协第十三届全国委员会第四次会议议程                                               |
| 2021年3月4日  | 15:16 | 聽取全國政協主席汪洋代表政协第十三届全国委员会常务委员会作工作报告                         |
| 2021年3月4日  | 15:43 | 聽取全國政協副主席辜胜阻代表政协第十三届全国委员会常务委员会作提案工作情况的报告           |
| 2021年3月4日  | 16:02 | 休會                                                                                       |
| 2021年3月5日  | 09:00 | 列席十三届全国人大四次会议开幕会                                                           |
| 2021年3月5日  | 15:00 | 小组会议（审议常委会工作报告和提案工作情况报告）                                           |
| 2021年3月6日  | 09:00 | 小组会议（讨论政府工作报告和计划报告、预算报告）                                           |
| 2021年3月6日  | 15:00 | 小组会议（讨论国民经济和社会发展第十四个五年规划和2035年远景目标纲要草案）                 |
| 2021年3月7日  | 09:00 | 全国政协十三届四次会议第二次全体会议 大会发言                                              |
| 2021年3月7日  | 09:03 | 全国政协副秘书长、民革中央副主席刘家强發言                                                 |
| 2021年3月7日  | 09:09 | 中共十九届中央委员、中国社会科学院院长、党组书记谢伏瞻發言                                 |
| 2021年3月7日  | 09:16 | 中共十九届中央委员、全国政协经济委员会副主任、工业和信息化部原部长苗圩發言                 |
| 2021年3月7日  | 09:23 | 民建中央副主席、审计署副审计长秦博勇發言                                                   |
| 2021年3月7日  | 09:29 | 中国税务学会副会长、北京国富会计师事务所主任张连起發言                                     |
| 2021年3月7日  | 09:37 | 军事科学院军事医学研究院生物工程研究所所长、中国工程院院士陈薇發言                         |
| 2021年3月7日  | 09:44 | 黑龙江省政协主席黄建盛發言                                                                 |
| 2021年3月7日  | 09:51 | 中国石化集团有限公司总经理、党组副书记、中国工程院院士马永生發言                           |
| 2021年3月7日  | 10:01 | 广西壮族自治区柳州市人民检察院副检察长韦震玲發言                                           |
| 2021年3月7日  | 10:07 | 北京电视艺术家协会副主席、北京市新的社会阶层人士联谊会副会长刘家成發言                     |
| 2021年3月7日  | 10:12 | 全国政协港澳台侨委员会副主任、台盟中央副主席吴国华發言                                     |
| 2021年3月7日  | 10:20 | 金威集团控股有限公司主席吴良好發言                                                         |
| 2021年3月7日  | 10:28 | 休會                                                                                       |
| 2021年3月7日  | 15:00 | 界别协商会议（部分界别举行界别协商会议，其他界别举行小组会议，围绕小组关注的热点问题讨论） |
| 2021年3月8日  | 09:00 | 视频会议（大会发言）                                                                       |
| 2021年3月8日  | 15:00 | 列席十三届全国人大四次会议第二次全体会议                                                   |
| 2021年3月9日  | 09:00 | 小组会议（讨论“两高”工作报告，审议各项决议和报告草案）                                     |
| 2021年3月9日  | 15:00 | 小组会议（讨论政协工作）                                                                   |
| 2021年3月9日  | 17:00 | 主席会议                                                                                   |
| 2021年3月10日 | 09:00 | 政协第十三届全国委员会常务委员会第十六次会议                                               |
| 2021年3月10日 | 15:00 | 全国政协十三届四次会议闭幕会                                                               |
| 2021年3月10日 | 15:03 | 通过政协第十三届全国委员会第四次会议关于常务委员会工作报告的决议                           |
| 2021年3月10日 | 15:05 | 通过政协第十三届全国委员会第四次会议关于政协十三届三次会议以来提案工作情况报告的决议       |
| 2021年3月10日 | 15:06 | 通过政协第十三届全国委员会提案委员会关于政协十三届四次会议提案审查情况的报告               |
| 2021年3月10日 | 15:11 | 通过政协第十三届全国委员会第四次会议政治决议                                               |
| 2021年3月10日 | 15:20 | 汪洋發表講話                                                                               |
| 2021年3月10日 | 15:32 | 閉幕                                                                                       |

### 第五次會議

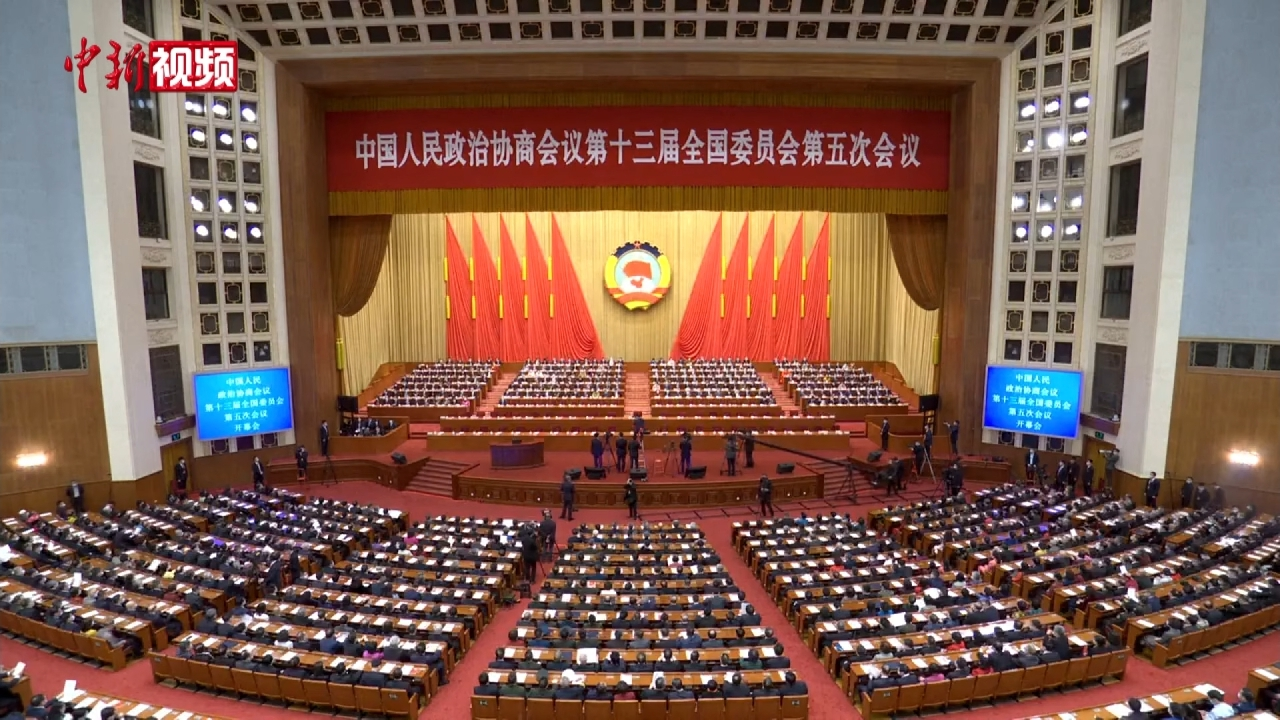
第五次会议开幕式上，汪洋在作工作报告

#### 會議時間及議程
中国人民政治协商会议第十三届全国委员会第五次会议于2022年3月4日在北京召开。
1. 听取和审议中国人民政治协商会议全国委员会常务委员会工作报告；
2. 听取和审议中国人民政治协商会议全国委员会常务委员会关于全国政协十三届四次会议以来提案工作情况的报告；
3. 列席中华人民共和国第十三届全国人民代表大会第五次会议，听取并讨论政府工作报告及其他有关报告；
4. 审议通过政协第十三届全国委员会第五次会议政治决议；
5. 审议通过政协第十三届全国委员会第五次会议关于常务委员会工作报告的决议；
6. 审议通过政协第十三届全国委员会第五次会议关于政协十三届四次会议以来提案工作情况报告的决议；
7. 审议通过政协第十三届全国委员会提案委员会关于政协十三届五次会议提案审查情况的报告。

#### 會議日程
（依现场实况）
| 日期          | 時間  | 內容 |
| ------------- | ----- | --- |
| 2022年3月4日  | 15:00 | 开幕 |
| 2022年3月4日  | 15:04 | 审议通过政协第十三届全国委员会第五次会议议程                                                                                           |
| 2022年3月4日  | 15:06 | 聽取全國政協主席汪洋代表政协第十三届全国委员会常务委员会作工作报告                                                                     |
| 2022年3月4日  | 15:46 | 聽取全國政協副主席刘新成代表政协第十三届全国委员会常务委员会作提案工作情况的报告                                                       |
| 2022年3月4日  | 16:04 | 休會 |
| 2022年3月5日  | 09:00 | 列席十三届全国人大五次会议开幕会 |
| 2022年3月5日  | 15:00 | 小组会议（审议政协常委会工作报告和提案工作情况的报告）                                                                                 |
| 2022年3月6日  | 09:00 | 小组会议（讨论政府工作报告，审议政协常委会工作报告）                                                                                   |
| 2022年3月6日  | 15:00 | 小组会议（讨论政府工作报告和计划报告、预算报告）                                                                                       |
| 2022年3月7日  | 09:00 | 全国政协十三届五次会议第二次全体会议 大会发言                                                                                          |
| 2022年3月7日  | 09:02 | 中共十九届中央候补委员，山东省政协主席葛慧君委员发言——以奋进者的昂扬姿态迎接中共二十大胜利召开                                         |
| 2022年3月7日  | 09:09 | 国务院发展研究中心原副主任、党组成员王一鸣委员发言——中国经济“稳”可预期“进”有动能                                                       |
| 2022年3月7日  | 09:19 | 民革中央副主席，北京市副市长，北京市政协副主席王红委员发言——壮大乡村产业实现稳定脱贫与乡村振兴有机衔接                                 |
| 2022年3月7日  | 09:24 | 中国社会科学院副院长、党组成员，中国社会科学院大学党委书记高培勇委员发言——促进共同富裕要力求效率与公平的统一                           |
| 2022年3月7日  | 09:31 | 北京市工商联副主席，北京联东投资（集团）有限公司董事长刘振东委员发言——切实发挥民营企业在稳增长中的积极作用                             |
| 2022年3月7日  | 09:37 | 中国农业科学院原党组书记陈萌山委员发言——加快建设高水平国家粮食安全产业带                                                               |
| 2022年3月7日  | 09:45 | 红杉中国创始及执行合伙人，香港X科技创业平台和创科香港基金会主席沈南鹏委员发言——算好区域碳中和布局“三本账” 协同推进减碳和东西部协调发展 |
| 2022年3月7日  | 09:52 | 民进中央副主席，上海市政协副主席，中国工程院院士 黄震委员发言——推动“双减”政策更加落实落地                                              |
| 2022年3月7日  | 09:58 | 中国国家话剧院院长田沁鑫委员发言——坚守人民立场 努力开拓社会主义文艺新境界                                                              |
| 2022年3月7日  | 10:07 | 安德资本主席，香港金融发展协会主席魏明德委员发言——发挥香港独特优势和作用 共同推动构建人类命运共同体                                    |
| 2022年3月7日  | 10:14 | 台盟中央副主席、浙江省主委，浙江省台联会长张泽熙委员发言——团结广大台湾同胞 深化两岸融合发展                                            |
| 2022年3月7日  | 10:23 | 北京冬奥会中国体育代表团副团长，民建中央副主席，黑龙江省副省长孙东生委员发言——一起向未来 建功新时代                                    |
| 2022年3月7日  | 10:28 | 休会 |
| 2022年3月7日  | 15:00 | 视频会议（大会发言） |
| 2022年3月8日  | 09:00 | 列席十三届全国人大五次会议第二次全体会议                                                                                               |
| 2022年3月8日  | 15:00 | 小组会议（讨论“两高”工作报告，审议各项决议和报告草案）                                                                                 |
| 2022年3月9日  | 09:00 | 界别协商会议（部分界别举行界别协商会议；其他界别举行小组会议，围绕小组关注的热点问题讨论）                                             |
| 2022年3月9日  | 15:00 | 主席会议 |
| 2022年3月9日  | 16:00 | 政协第十三届全国委员会常务委员会第二十一次会议                                                                                         |
| 2022年3月10日 | 09:00 | 全国政协十三届五次会议闭幕会 |
| 2022年3月10日 | 09:05 | 通过政协第十三届全国委员会第五次会议关于常务委员会工作报告的决议                                                                       |
| 2022年3月10日 | 09:07 | 通过政协第十三届全国委员会第五次会议关于政协十三届四次会议以来提案工作情况报告的决议                                                   |
| 2022年3月10日 | 09:10 | 通过政协第十三届全国委员会提案委员会关于政协十三届五次会议提案审查情况的报告                                                           |
| 2022年3月10日 | 09:19 | 通过政协第十三届全国委员会第五次会议政治决议                                                                                           |
| 2022年3月10日 | 09:19 | 汪洋发表讲话 |
| 2022年3月10日 | 09:32 | 闭幕 |